# Charles-Edgar de Mornay
Pour les articles homonymes, voir Mornay.
Charles Henri Edgard, comte de Mornay-Montchevreuil né le 4 février 1803 à Paris et mort le 5 décembre 1878 à Fresneaux-Montchevreuil (Oise), est un homme politique et collectionneur de peinture français.

## Biographie
Charles-Edgar de Mornay est le fils de Christophe de Mornay-Montchevreuil  et d'Augustine-Louise de Caulaincourt.

### Afrique du Nord
C’est à la mi-octobre 1831 que Louis-Philippe informe le comte de Mornay de sa mission auprès de Moulay-Abd-er-Rahman (1778-1859), sultan chérifien du Maroc. Il s’agit de porter un message de paix à l’empereur alaouite et aux Britanniques, bien implantés sur le plan commercial, dans le pays. Cette ambassade doit clore plusieurs dossiers épineux, dus à la conquête de l'Algérie par la France. Sa mission sera une réussite sur le moment : Mornay enverra le 4 avril 1832, une lettre déclarant au général en chef de l’état-major d’Alger, Savary, duc de Rovigo, que le Maroc abandonne ses visées sur la région de Tlemcen et d’Oran, promet de rester neutre et de retirer ses troupes de l’Algérie.
C’est tout d'abord, Eugène Isabey, qui avait été pressenti, pour se joindre à la mission diplomatique en Afrique du Nord. Or, le peintre revenu depuis peu d’Alger, s’était désisté, craignant un deuxième voyage en Afrique. C’est donc Eugène Delacroix qui sera choisi pour accompagner la mission, à ses frais. Ce n'est qu'à la fin de l’année 1831 que le peintre et Mornay font connaissance, grâce à Edmond-Henri Duponchel (1794-1868), futur directeur de l’opéra, et Armand Bertin, directeur du Journal des Débats, à la requête de Mademoiselle Mars (1779-1847), maîtresse officielle de Mornay, et amie de Duponchel et de Bertin : celle-ci étant désireuse de trouver un compagnon de voyage agréable, à son amant. Mornay et Delacroix dînèrent ensemble à la Saint-Sylvestre, en compagnie de la comédienne.

### Suite de la carrière
Charles-Edgar de Mornay est  ministre résident à Bade, puis ministre plénipotentiaire à Stockholm. 
Il est nommé pair de France en 1845.
Il rentre dans la vie privée en 1848.

Tableaux de de Delacroix
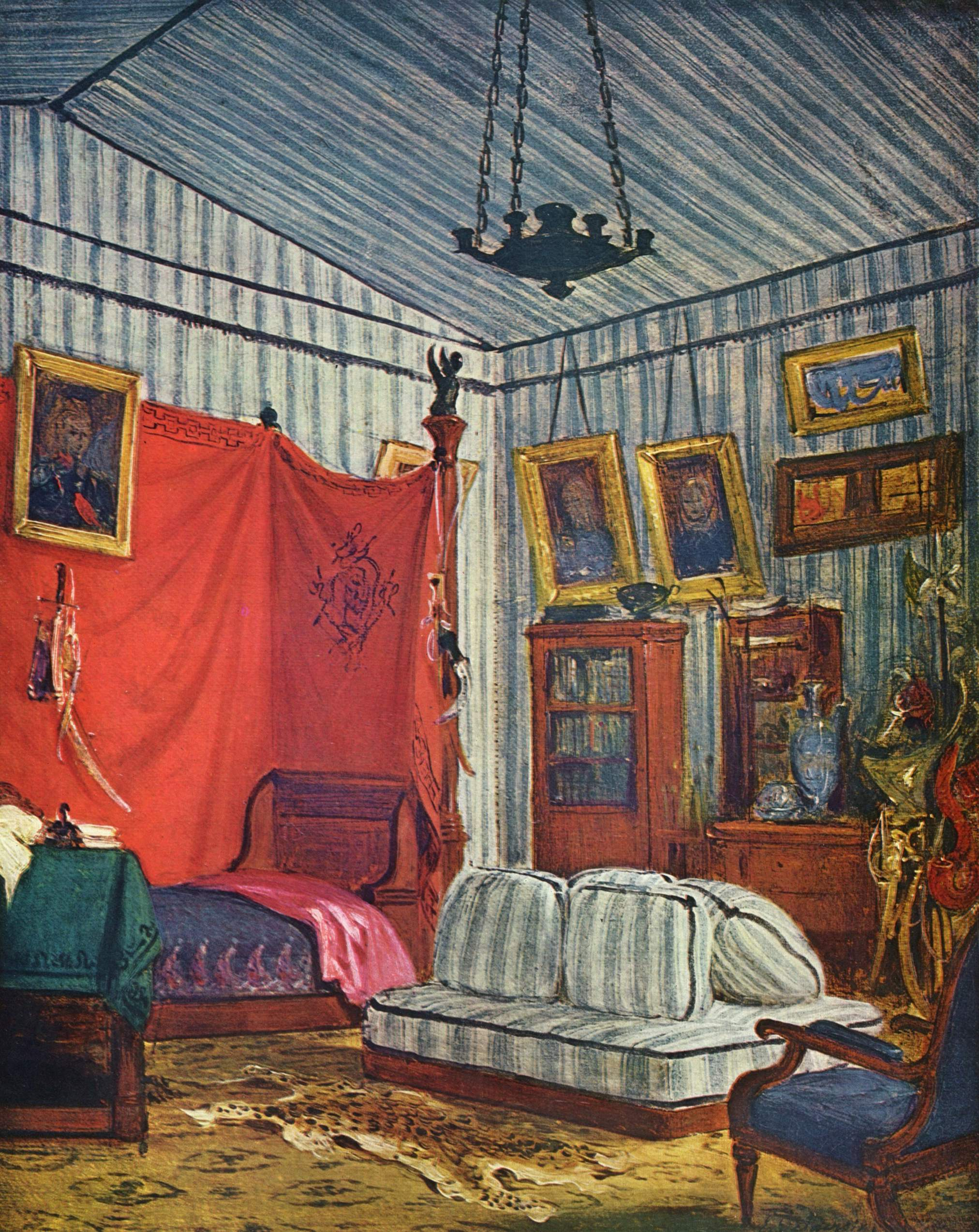
Appartement du comte de Mornay rue de Verneuil, avant 1833 Musée du Louvre
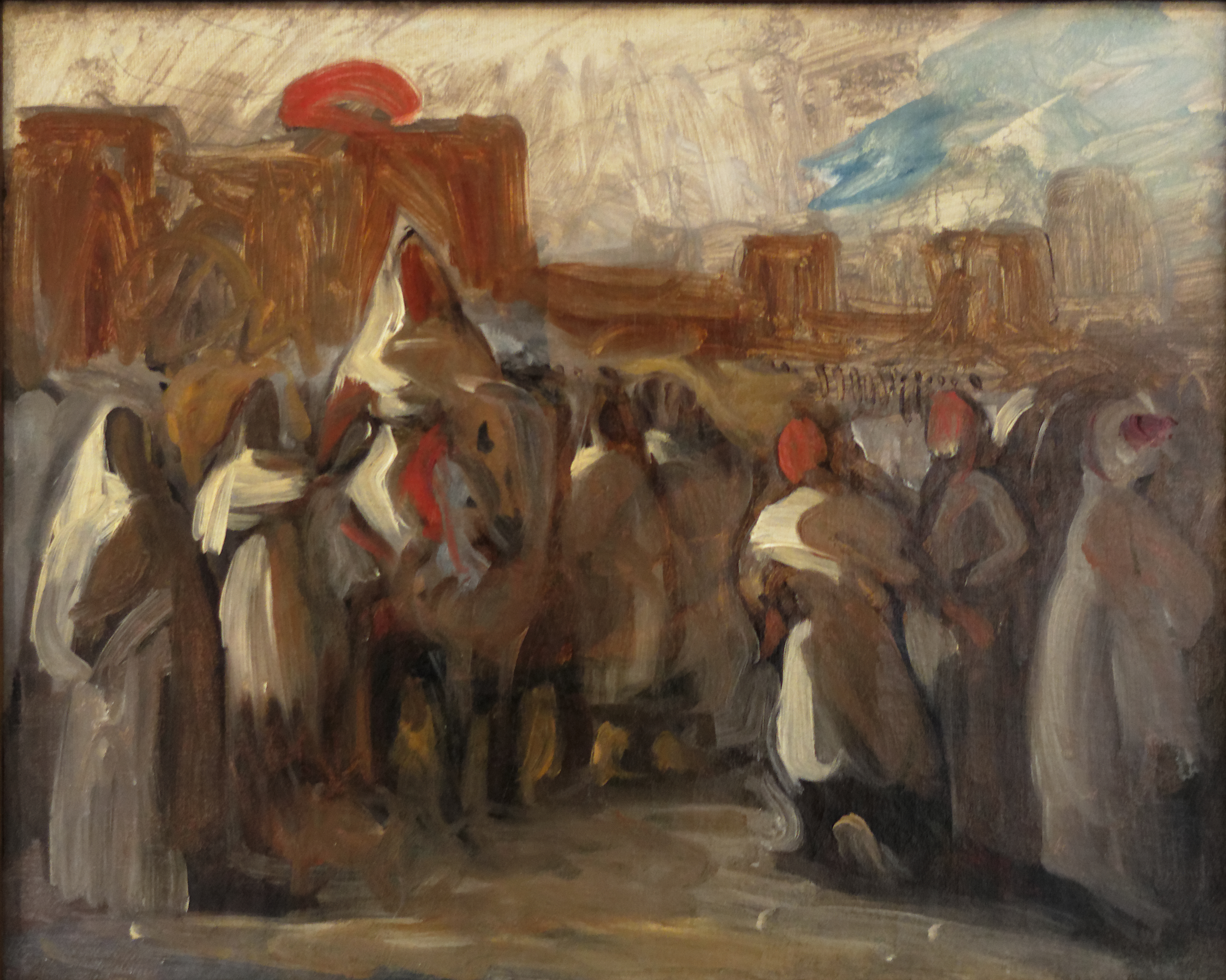
Le sultan du Maroc Moulay Abd-Er-Rahman recevant le Comte de Mornay Esquisse de 1832 Musée des Beaux-Arts de Dijon
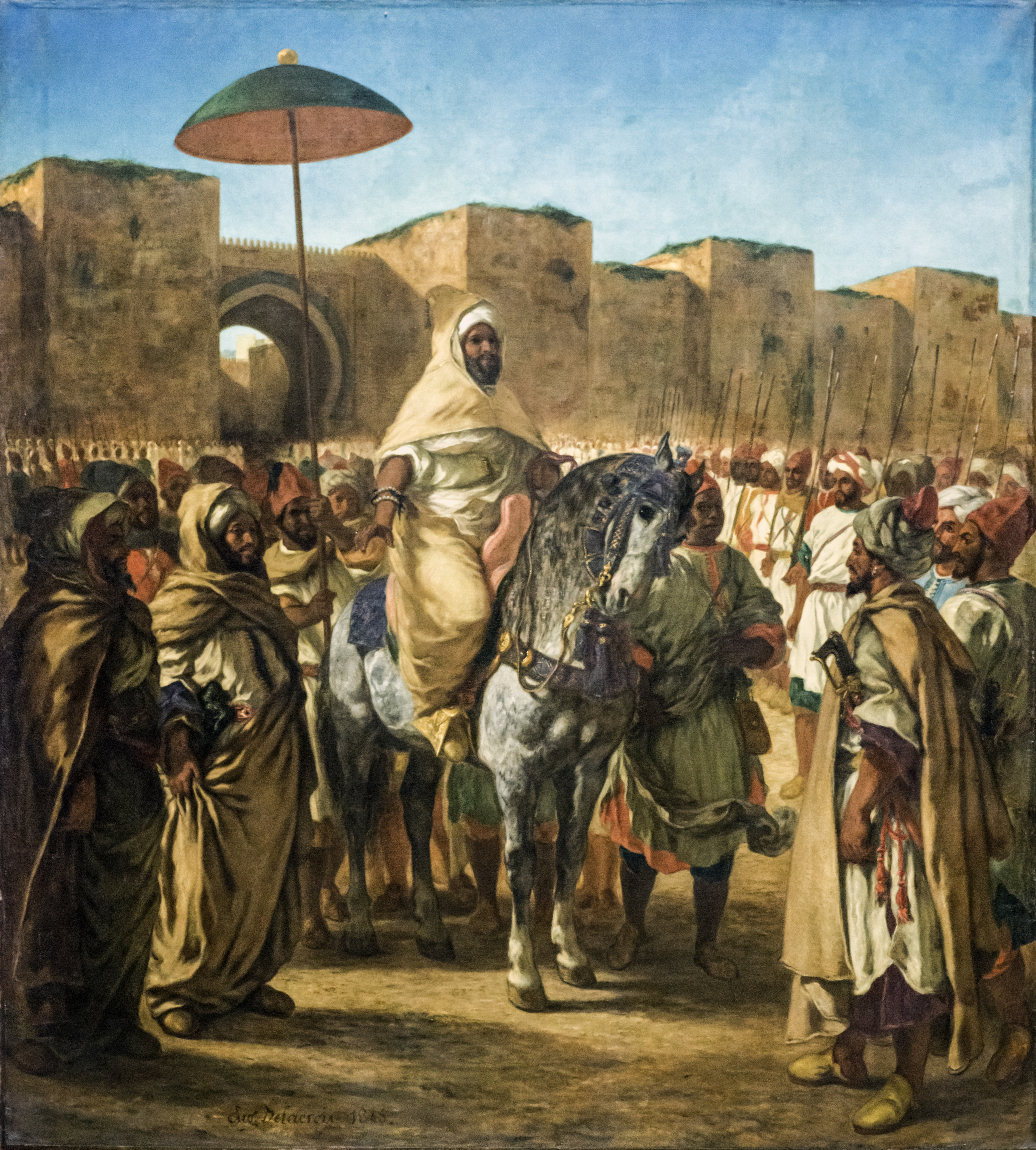
Le Sultan du Maroc Moulay Abd-Er-Rahman sortant de son palais de Meknès entouré de sa garde et de ses principaux officiers musée des Augustins de Toulouse
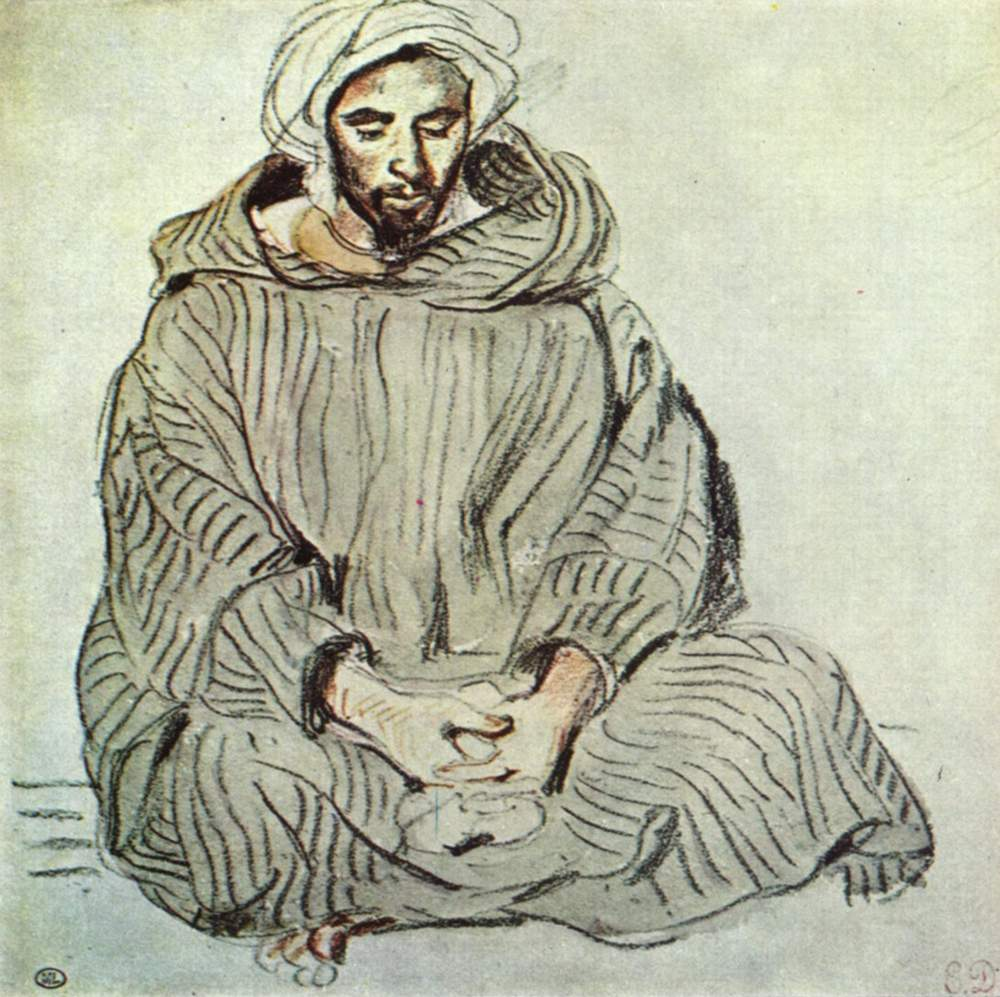
Étude d’arabe assis

## Source
- « Charles-Edgar de Mornay », dans Adolphe Robert et Gaston Cougny, Dictionnaire des parlementaires français, Edgar Bourloton, 1889-1891 [détail de l’édition]